# アノマリサ
『アノマリサ』（Anomalisa）は、2015年のアメリカ合衆国の長編アニメーション映画。監督はチャーリー・カウフマンとデューク・ジョンソン。声優をデヴィッド・シューリス、ジェニファー・ジェイソン・リー、トム・ヌーナンが務めた。本作は第88回アカデミー賞の長編アニメーション部門にノミネートされた。

## あらすじ
カスタマー・サービスの専門家マイケル・ストーンは、講演を行うためシンシナティを訪れる。彼は妻子に囲まれ、恵まれた人生を歩んでいるかに見えたが、実は日常に退屈していて、全ての人間の声が同じ声、同じ顔をした無表情な男性の姿に見えてしまう。
宿泊したホテルで、一人だけ全く違う顔と声を持った女性リサに出会い、マイケルの大ファンだったリサも大喜びで、二人は深い関係になる。
「特別な声」で話し続けるリサは、容貌にコンプレックスを持ちながらも、どんなことにも好奇心を持ち、意欲的に生きていく心の強さを持っていて、それらは「人生が退屈」と嘆く今のマイケルに欠けていたものだった。
マイケルは、妻子を捨て一緒に生きていこうとリサに求婚し、リサも了承するが、翌朝、ルームサービスの朝食を食べていて、リサが食べ物を口に含みながら話すことをマイケルはどうしても許せず、と思っているうち、リサの声と顔が周囲と同じ男のものに変わっていってしまう。
マイケルは講演の仕事中に取り乱し、会場中の同じ顔にめまいを起こし、「この世界は崩壊している」と語り、自らの孤独をぼやき、自分が壊れていく心の叫びに変わっていって、講演内容は支離滅裂になってしまう。
そして二人は別れ、マイケルが自宅に戻ると、同じ顔と声の家族が出迎えるが、おみやげに買ってきた芸者のカラクリ人形だけは違う。人形はリサのような美しい声で「桃太郎」を歌い、口から液体を出すが、それを見てマイケルはうなだれるのだった。

## キャスト
※括弧内は日本語吹替版
- マイケル : デヴィッド・シューリス（内田直哉）
- リサ : ジェニファー・ジェイソン・リー（玉川砂記子）
- その他の声 : トム・ヌーナン（星野充昭）

## 公開
本作は2015年9月4日にテルライド映画祭でプレミアを迎えた。アメリカ合衆国での一般公開は2015年12月30日。日本では劇場一般公開されず、東京アニメアワードなどの映画祭で上映された後、2016年6月3日にDVDスルーで発売された。